# Font del Bacallà (Santa Caterina)
|  | No s'ha de confondre amb Font del Bacallà (Collserola). |

La Font del Bacallà, també anomenada Font de Santa Caterina, és una font pública situada al carrer de Colomines, a la ciutat de Barcelona, al mur que havia fet de tanca posterior del mercat de Santa Caterina.

## Història
Es va inaugurar el 25 de novembre de 2006, coincidint amb la festivitat de Santa Caterina i la segona edició de la Fira del Càntir. És obra de l'artista Jacint Todó, seguint la idea dels arquitectes Enric Miralles i Benedetta Tagliablue. Forma part del mural que va substituir el tancament posterior del mercat de Santa Caterina, en la reforma que efectuaren aquests arquitectes el 2005.
La font rememora el pou que hi havia hagut al convent dominic de Santa Caterina, que havia ocupat l'espai del mercat i que fou enderrocat el 1837, com a bé desamortitzat, després que un incendi destruís una part el 1836. A l'aigua d'aquest pou se li atribuïen efectes miraculosos per curar les febres. Perquè l'aigua no es contaminés, s'acostumava a estrenar un càntir per a anar a buscar-la, per aquest motiu es celebrava la fira dels càntirs a la placeta de Santa Caterina. El 2005, després de la remodelació del mercat, es va tornar a instaurar la fira del càntir, que té lloc davant del mercat, a l'avinguda Francesc Cambó.

## Descripció
La decoració del mur de la font està composta per pedres procedents de l’antic convent i de piques de marbre de les que feien servir les bacallaneres de l’antic mercat. Una pica múltiple, encaixada en una ampla fornícula del mur, serveix de base per a la font, amb dos brocs. Altres piques o trossos de pica formen un mosaic adossat al mur com un relleu, al costat d’un tub metàl·lic que forma una figura de grans dimensions en forma de penca de bacallà. Les penques de bacallà son també la forma inspiradora d’alguns relleus, un de gran i diversos de mida petita, adossats al frontal de la fornícula on hi ha les piques de la font. Sota d’aquestes piques hi ha un altre relleu format amb trossos de piques de marbre serrades longitudinalment i en el que hi ha la inscripció: 'Font de Santa Caterina. L'any 1233 el rei Jaume l concedeix als frares predicadors el dret a portar aigua del Rec Comtal per a usos del convent de Santa Caterina. Juliol 2006'.